# Sarah's Scribbles
Sarah's Scribbles est une bande dessinée en ligne réalisée par Sarah Andersen, qui fut initialement publiée sur Tumblr. Le scénario est semi-autobiographique sur la vie de l'auteure et sur le comportement de la génération Y. En avril 2017, son premier album, Les adultes n'existent pas, fut publié par les éditions Delcourt.

## Publications

### En anglais
- Sarah's Scribbles (en ligne)
- Adulthood Is a Myth: A Sarah's Scribbles Collection, 2016, par les éditions Andrews McMeel Publishing
- Big Mushy Happy Lump, 2017, par les éditions Andrews McMeel Publishing
- Herding Cats: A Sarah's Scribbles Collection, mars 2018, par les éditions Andrews McMeel Publishing
- Fangs, 2020, par les éditions Andrews Mc Meel Libri
- Oddball : A Sarah's Scribbles Collection, janvier 2022, par les éditions Simon Schuster Uk

### En français
- Les adultes n'existent pas, 2017, par les éditions Delcourt
- Fangs, 2021, par les éditions Andrews Mc Meel Libri

## Réception
En 2016, l'album Adulthood Is a Myth a gagné le prix Goodreads Choice Awards dans la catégorie : Meilleur roman graphique
En 2017, l'album Big Mushy Happy Lump a gagné le prix Goodreads Choice Awards dans la catégorie : Meilleur roman graphique ou comic.
En 2018, l'album Herding Cats a gagné le prix Goodreads Choice Awards dans la catégorie : Meilleur roman graphique ou comic